# Liocranoides unicolor
Liocranoides unicolor is een spinnensoort in de taxonomische indeling van de Tengellidae.
Het dier behoort tot het geslacht Liocranoides. De wetenschappelijke naam van de soort werd voor het eerst geldig gepubliceerd in 1881 door Eugen von Keyserling.